# 劉禕 (南朝宋)
劉 禕（りゅう い、436年 - 470年）は、南朝宋の皇族。東海王。文帝劉義隆の八男。字は休秀。

## 経歴
文帝と陳修容のあいだの子として生まれた。文帝の諸子のうちでは最も凡劣と評された。元嘉22年（445年）2月、東海王に封じられた。元嘉26年（449年）、侍中・後軍将軍となり、領石頭戍事をつとめた。後に冠軍将軍・南彭城下邳二郡太守・散騎常侍に転じた。さらに会稽郡太守に転じた。元嘉29年（452年）、使持節・都督広交二州荊州之始興臨安二郡諸軍事・車騎将軍・平越中郎将・広州刺史に任じられた。
元嘉30年（453年）、劉劭が文帝を殺害して帝を称すると、劉禕は安南将軍の号を受けたが、まだ広州に赴任していなかった。孝武帝が即位すると、再び会稽郡太守となり、撫軍将軍の号を加えられた。孝建元年（454年）、建康に召還されて秘書監となり、散騎常侍の位を加えられた。10月、撫軍将軍・江州刺史として出向した。孝建3年（456年）10月、平南将軍の号を受けた。大明2年（458年）、建康に召還されて散騎常侍・中書令となり、驍騎将軍を兼ねた。大明3年（459年）3月、衛将軍・護軍将軍の号を受けた。7月、南豫州刺史に任じられた。開府儀同三司の位を加えられ、国子祭酒を兼ねた。大明7年（463年）、司空に上った。泰始元年（465年）12月、明帝が即位すると、劉禕は太尉となり、侍中・中書監の任を加えられた。泰始4年（468年）4月、廬江王に改封された。
泰始5年（469年）、柳欣慰が杜幼文・宋祖珍・王隆伯らと結んで劉禕を擁立しようと計画したが、失敗した。劉禕は車騎将軍・開府儀同三司・南豫州刺史となり、宣城に身柄を移された。泰始6年（470年）6月、自殺を強いられた。享年は35。遺体は宣城に葬られた。
子に劉充明（451年 - 478年）があり、輔国将軍・南彭城東莞二郡太守であったが、新安郡歙県に流された。

## 伝記資料
- 『宋書』巻79 列伝第39
- 『南史』巻14 列伝第4